# Dong Seidu
Dong Seidu est un boxeur ghanéen né le 26 août 1970.

## Carrière
Dong Seidu est médaillé de bronze dans la catégorie des poids super-légers aux Jeux africains du Caire en 1991, s'inclinant en demi-finale contre le Nigérian Moses James.
Aux Jeux olympiques d'été de 1992 à Barcelone, il est éliminé au premier tour dans la catégorie des poids super-légers par le Barbadien Christopher Henry (en) ; il est disqualifié au 3e round pour avoir giflé son adversaire.